# 愛知県立五条高等学校
愛知県立五条高等学校（あいちけんりつ ごじょうこうとうがっこう）は、愛知県あま市にある公立の高等学校である。学校自体はあま市に位置するが、敷地を境界線が横切っているため体育館は隣の清須市に位置する。また、戦時中に造られた陸軍清洲飛行場の跡地に建てられている。創立以来、海部地区・西春日井地区の中核校として高い進学実績を実現している。

## 概要

### 学校概要
生徒は総じて「五条生」と呼ばれる。
46回生までは1学年9クラス（360人）だったが、47回生からは8クラス（320人）となった。54回生からは7クラス（280人）となる。
1年時から英語（論理・表現）は標準クラスと応用クラスに分かれる。文・理分けは2年進学時にされ、応用クラスと標準クラスに分かれる。文系は3年時に文理コースと文社コースに分かれる。
3年時には「校内模試」と呼ばれる学内専用の模擬試験（予備校作成の模試）が2、3回ある。（マーク模試のため各自で自己採点を行う。全国偏差値等は算出されない。）
65分授業を適用しており、午前3時限、午後2時限が普通。月曜日は午後が3時限である。学年によっては朝学習・午後補習がある。（3年次の土曜補習は100分)(朝: 8:00〜8:15  / 午後:3:50〜6:10)令和7年度より補習は3年のみとなり、朝補習は朝学習に置き換わった。
冬に耐寒訓練と呼ばれる行事があり、早朝に運動場や周辺道路などを走る(三年生は免除だが、その時間は早朝補習に充てられる)。現在はない。
スマートフォンの校内使用は禁止である。
名鉄津島線 甚目寺駅～校舎前の一本道は（7:00~9:00,15:00~17:00）の時間帯は歩行者専用道路である。
8月、10月に中学生体験入学を実施している。
進路に関しては現役合格を生徒に薦めており、国公立大学進学に力を入れている。

### 通学区域
海部東部に位置しており、尾張各方面からの通学が容易で毎年90校近い中学校区から生徒が通っている。2015年（平成27年）度の生徒数は1,071人であり、通学区域別生徒数は以下の通りである。
- 名古屋市：247人
- あま市：173人
- 稲沢市：124人
- 海部郡：112人（大治町：65人、蟹江町：43人、飛島村：4人）
- 愛西市：100人
- 清須市：98人
- 津島市：73人
- 一宮市：73人
- 弥富市：64人
- その他：7人

### S・P・P
サイエンス・パートナーシップ・プロジェクト - 科学技術振興機構（JST）による科学学習支援事業に2008年（平成20年）から参加している。

### 東大金曜特別講座
金曜日の夕方、東京大学教養学部で行われている「高校生のための金曜特別講座」をインターネットを利用したマルチメディア会議システムを使って本学の生徒、保護者は受講することができる。

## 設置学科
- 全日制課程：普通科
  - 2年進学時に文・理分けされる。

## 教育方針

### 教育目標
伝統を踏まえ、未来の要請に応えうる心身ともに健康な日本人を目指して
- 品格のある社会人
- 聡明な知識人
- 気力ある生活人

を育成する。

### 校訓
- あかるく・さとく・たくましく

## 沿革
- 1972年（昭和47年）4月 - 開校[6]。甚目寺中学校で第1回生の入学式・始業式を行う[6]。
- 1979年（昭和54年） - 国公立大学合格者を初めて100名以上輩出[1]。
- 1983年（昭和58年） - 国公立大学合格者を初めて200名以上輩出[1]。
- 1987年（昭和62年） - 国公立大学合格者を初めて300名以上輩出[1]。
- 2001年（平成13年）11月1日 - 創立30周年記念式典挙行。松本憲宜氏（第4回生）作、創立30周年記念モニュメント「YURAGI」設置[6]。
- 2010年（平成22年）3月20日 - 弓道場「緑風館」完成[6]。
- 2011年（平成23年）11月2日 - 創立40周年記念式典・記念講演を挙行[6]。
- 2023年（令和5年）　公式Instagram開設[7]。
- 2023年（令和5年）2学期より「ラーケーションの日」導入[8]。
- 2025年（令和7年）　体育館・武道場にエアコンを設置[9]。

## 部活動[10]

### 運動部
開校以来、野球部がなかったが2019年（令和元年）度より新設された。
- サッカー部
- 野球部
- 剣道部
- バレーボール部
- 柔道部
- バスケットボール部
- 弓道部
- ソフトボール部
- 卓球部
- ソフトテニス部
- 陸上競技部
- 硬式テニス部
- ハンドボール部
- 新体操部

### 文化部
化学班の校外・校内での活動は学校から高評価を受けている。
- 吹奏楽部
- JRC部
- 美術部
- ESS部
- コンピュータ部
- 科学部（化学班、物理班、生物班）

## 著名な出身者
- 前田雄吉 - 政治家
- 立松大和 - 元メ〜テレアナウンサー
- 酒井博司 - NHKアナウンサー
- 村上昌生 - 政治家、大治町長
- 石塚吾歩路 - 政治家、元美和町長
- 坂野公治 - 元国土交通省近畿運輸局長

## 五条のつどい
毎年9月に催される文化祭のようなもの。2日間行われ、主に1日目に芸術鑑賞会と合唱コンクール、2日目に部活動・クラス展示を行う。なお、芸術鑑賞会には、著名人がゲストとして呼ばれることもある。平日に行われるので合唱コンクールの時間に保護者のみ招待される。
なお、1日目は稲沢市民会館大ホール、2日目は五条高校で行う。
- 第34回：神谷明
- 第36回：一龍斎貞友
- 第40回 : 濵口道成
- 第41回：水木一郎

2023年よりつどいの内容が変化している。
2025年度に行事予定を大幅に変更。つどいの翌週に体育大会も行われる。
クラス展示は1,2年のみだったが、令和7年度より3年生も行うことになった。

## 進路実績
創立以来、海部地区・西春日井地区の中核校として高い進学実績を実現し、毎年安定して国公立大学合格者を約200名ほど出している。合格先として、国立大では名古屋大学、名古屋工業大学、公立大では名古屋市立大学、愛知県立大学が多いのが特徴。私立大では関西圏は同志社大学、立命館大学等の関関同立、中部圏では地元の南山大学、関東では東京理科大学の他、中央大学、明治大学等のMARCHへの進学者が多い。

## 交通アクセス
- 名鉄津島線「甚目寺駅」から徒歩で約15分[15]。
- 名鉄名古屋本線「新清洲駅」から徒歩で約20分[15]。
- あま市巡回バス：北部・東部巡回ルート「あま市民病院」バス停より北へ約500m。